# Ghost in the Shell: SAC 2045
Ghost in the Shell: SAC 2045 är en japansk-amerikansk animerad TV-serie från 2020 som är baserad på den japanska mangaserien Ghost in the Shell av Masamune Shirow från 1980-talet. Den första säsong består av 12 avsnitt.
Serien hade premiär på Netflix den 23 april 2020.

## Handling
Året är 2045, och en global finanskris har lett fram till ett krig som förs med AI. Den japanska specialstyrkan Sektion 9 ställs inför cyberhot.

## Medverkande
- Atsuko Tanaka
- Osamu Saka
- Akio Otsuka
- Koichi Yamadera